# Hostari Molina
Hosteri Socorro Molina Pinto es un activista político venezolano. Ha sido coordinador político del partido Vente Venezuela en el estado Cojedes. Actualmente se desconoce su paradero. El 21 de mayo de 2025, cuatro días antes de las elecciones regionales y parlamentarias en Venezuela, fue detenido por funcionarios del Servicio Bolivariano de Inteligencia (SEBIN). Organizaciones como el Comité de Derechos Humanos de Vente Venezuela y el Comité por la Libertad de los Presos Políticos denunciaron la detención. Actualmente se desconoce su paradero.

## Detención
Hostari Molina ha sido coordinador político del partido opositor Vente Venezuela en el estado Cojedes. El 21 de mayo de 2025, cuatro días antes de las elecciones regionales y parlamentarias en Venezuela, funcionarios del Servicio Bolivariano de Inteligencia (SEBIN) se apersonaron a su residencia y lo detuvieron cuando regresaba del entierro de su hermano. El Comité de Derechos Humanos de Vente Venezuela denunció la detención, alertando sobre «esta nueva ola represiva contra la disidencia en el país». El Comité por la Libertad de los Presos Políticos también rechazó la detención, denunciando que sus familiares recorrieron varios centros de reclusión para preguntar por información, sin obtener respuestas, y que se desconocía su paradero.
Hasta diciembre de 2024 más de 50 dirigentes políticos de Vente Venezuela habían sido encarcelados, y para el 12 de mayo la ONG de derechos humanos Foro Penal había registrado 895 presos políticos en Venezuela. Amnistía Internacional también denunció la ola de arrestos previa a las elecciones, incluyendo la de Hostari Molina, declarando: "Recordamos que los crímenes de lesa humanidad no prescriben".